# Niszczyciele rakietowe typu Kongō
Niszczyciele rakietowe typu Kongo – japońskie niszczyciele rakietowe, które zostały opracowane na podstawie amerykańskich okrętów typu Arleigh Burke. Okręt wyposażony jest w system kierowania ogniem AEGIS. Okręty otrzymały nazwy pochodzące od japońskich gór.

## Historia
W połowie lat 80 w Japonii podjęto decyzję o budowie nowych niszczycieli rakietowych których konstrukcja miała  się opierać na amerykańskich niszczycielach typu Arleigh Burke w wersji Flight I.
Stępkę pod pierwszy okręt serii DDG 173 „Kongo” położono 8 maja 1990. Wodowanie okrętu nastąpiło 26 września 1991, a wejście do służby 25 marca 1993. Z powodu defensywnego charakteru Japońskich Morskich Siłach Obronnych okręty nie przenoszą pocisków manewrujących BGM-109 Tomahawk. Głównym zadaniem jakie mają spełniać niszczyciele typu Kongo jest obrona przeciwko zagrożeniu dla Japonii ze strony północnokoreańskich rakiet balistycznych. W związku z tym okręty wyposażono w zmodernizowaną wersję systemu AEGIS Aegis BMD 3.06 Combat System. 

## Aegis BMD
W 2007 DDG173 JDS Kongo został wyposażony w pociski SM-3 Block IA, stając się tym samym pełnoprawną częścią systemu antybalistycznego Aegis BMD. Okręty typu Kongo uczestniczą we wspólnym amerykańsko-japońskim programie badawczo-rozwojowym systemu Raytheon RIM-161 Standard Missile 3 Block IIA, zaś 17 grudnia 2007 roku, z pokładu niszczyciela „Kongo” przeprowadzono pierwszą „japońską” próbę przechwycenia pocisku balistycznego za pomocą pocisku SM-3 Block IA. Przeprowadzona przy współudziale specjalistów amerykańskich próba, zakończyła się skutecznym przechwyceniem i zniszczeniem celu. Program dostosowania niszczycieli typu Kongo do standardu Aegis BMD ma zostać zakończony w roku 2010

## Zbudowane okręty
- JDS „Kongō” (DDG-173) – wodowanie 26 września 1991, wejście do służby 25 marca 1993
- JDS „Kirishima” (DDG-174) – wodowanie 19 sierpnia 1993, wejście do służby 16 marca 1995
- JDS „Myōkō” (DDG-175) – wodowanie 5 października 1994, wejście do służby 14 marca 1996
- JDS „Chōkai” (DDG-176) – wodowanie 27 sierpnia 1996, wejście do służby 20 marca 1998